# Dirk Betzien
Dirk Betzien est un karatéka allemand surtout connu pour avoir remporté le titre de champion du monde de karaté en kumite individuel masculin moins de 60 kilos aux championnats du monde de karaté 1984 à Maastricht, aux Pays-Bas.

## Résultats
| Résultat          | Date | Épreuve                   | Catégorie | Compétition                | Ville hôte               |
| ----------------- | ---- | ------------------------- | --------- | -------------------------- | ------------------------ |
| Médaille d'or     | 1984 | Kumite individuel - 60 kg | Seniors   | Championnats du monde 1984 | Maastricht, aux Pays-Bas |
| Médaille d'argent | 1985 | Kumite individuel - 60 kg | Seniors   | Championnats d'Europe 1985 | Oslo, en Norvège         |